# IDI2
IDI2 (англ. Isopentenyl-diphosphate delta isomerase 2) – білок, який кодується однойменним геном, розташованим у людей на 10-й хромосомі. Довжина поліпептидного ланцюга білка становить 227 амінокислот, а молекулярна маса — 26 753.
| 10         |  | 20         |  | 30         |  | 40         |  | 50         |
| ---------- |  | ---------- |  | ---------- |  | ---------- |  | ---------- |
| MSDINLDWVD |  | RRQLQRLEEM |  | LIVVDENDKV |  | IGADTKRNCH |  | LNENIEKGLL |
| HRAFSVVLFN |  | TKNRILIQQR |  | SDTKVTFPGY |  | FTDSCSSHPL |  | YNPAELEEKD |
| AIGVRRAAQR |  | RLQAELGIPG |  | EQISPEDIVF |  | MTIYHHKAKS |  | DRIWGEHEIC |
| YLLLVRKNVT |  | LNPDPSETKS |  | ILYLSQEELW |  | ELLEREARGE |  | VKVTPWLRTI |
| AERFLYRWWP |  | HLDDVTPFVE |  | LHKIHRV    |  |            |  |            |

A: Аланін

C: Цистеїн

D: Аспарагінова кислота

E: Глутамінова кислота

F: Фенілаланін

G: Гліцин

H: Гістидин

I: Ізолейцин

K: Лізин

L: Лейцин

M: Метіонін

N: Аспарагін

P: Пролін

Q: Глутамін

R: Аргінін

S: Серин

T: Треонін

V: Валін

W: Триптофан

Кодований геном білок за функцією належить до ізомераз. 
Задіяний у таких біологічних процесах, як метаболізм ліпідів, метаболізм холестеролу, метаболізм стероїдів, метаболізм стеролів, біосинтез ліпідів, біосинтез холестеролу, біосинтез стероїдів, біосинтез стеролів. 
Білок має сайт для зв'язування з іонами металів, іоном магнію. 
Локалізований у пероксисомах.